# Gabriel Naudé
Gabriel Naudé (Paris, 2 de fevereiro de 1600 — Abbeville, 10 de julho de 1653) foi um escritor político e bibliotecário francês.

## Vida e obra
Gabriel Naudé nasceu em 2 de fevereiro de 1600, em Paris, que fica situado na França, época em que o "Bom Rei Henrique", mais conhecido como Henrique IV de França, ainda governava o país.
Naudé nasceu em uma família respeitável, foi educado em uma escola religiosa e também cursou a universidade. Obtendo conhecimentos em arte (e tornou-se mestre no assunto), literatura, filosofia (junto com Pierre Padet) e medicina (junto com René Moreau), por isso é intitulado como polímata.
Gabriel escreve seu primeiro livro em 1620, intitulado como "Le Marfore ou discours conte le libelles", com esse livro ele tentou desmentir os panfletos que circulavam pelas ruas parisienses, que tinham o intuito manchar a reputação do rei que governava a França (Rei Luis XIII da França) naquela época. Passados seis anos em que Naudé publicou a obra, houve o convite para trabalhar para Henrique II de Mesmes (presidente do parlamento), e sua tarefa era organizar a biblioteca. O interesse do presidente do parlamento era criar uma biblioteca particular chamada Biblioteca Memiana, que acabou espalhando-se pela Europa e tornou-se uma das melhores bibliotecas da cidade. A contribuição de Gabriel foi aconselhar quais livros eram úteis e como deveria ocorrer a organização, por esse fato a biblioteca ganhou fama por ser cuidadosamente ordenada.
Naudé também publicou: Instruction à la France sur la vérité de l'histoire des Frères de la Roze-Croix (1623); Apologie pour tous les grands personnages qui ont esté faussement soupçonnez de magie (1625); Advis pour dresser une bibliothèque (1627); De antiquitate et dignitate scholae medicae parisiensis panegyris (1628); Addition à l'histoire de Louis XI (1630); Syntagma de studio liberali (1632); Bibliographia politica (1633); Syntagma de studio militari (1637); Considérations politiques sur les coups-d'État (1939) e [Pentas] quaestionum iatro-philologicarum (1647). Em suas obras é possível observar suas críticas, quanto à tradição filosófica, moral e religiosa.
Teve grande notoriedade como bibliotecário, que além de ter trabalhado na biblioteca Memiana, também foi bibliotecário, secretário e chefe de mesa de Bagni (Giovanni Francesco Guidi di Bagno, cardeal italiano). Esse trabalho para Bagni rendeu ótimos contatos para Naudé, já que o cardeal italiano tinha uma reputação favorável entre os homens letrados da época. Foi também bibliotecário de Barberine (atuou por um período curto), Cardeal Richelieu e Cardeal Mazarino (biblioteca de Mazarino foi a primeira aberta em que não havia restrição de público).
Após seus grandes feitos, Naudé falece aos 53 anos, em 1653 à caminho da Suécia, onde trabalharia para a Rainha Cristina.
Naudé trabalhou para que a biblioteca fosse acessível a todos, queria também que os usuários pudessem efetuar pesquisas e serem recepcionados por bibliotecários hábeis e gentis, além disso não gostava daqueles que compravam livros para fins de ostentação. Fez parte de diversas academias da França e da Itália. Insistia que o aprendizado deveria ser sempre ativo, abominava sistemas de ensino que efetuavam um certo tipo de abuso (uso de força, punição corporal) com aqueles que estavam aprendendo e acreditava na afeição entre aluno e mestre. Certamente Gabriel Naudé deixou seu legado no mundo.

## Golpes de Estado
Importante teórico da tratadística da razão de Estado no século XVII, é na principal obra de Naudé, Considérations politiques sur les coups d'Etat, que surge uma das primeiras definições ao conceito de golpe de Estado. Nas palavras de Eugênio Gonçalves:
Para compreender a ideia naudeana de golpe de Estado, primeiramente é necessário afastar da expressão o sentido que lhe é atribuído na contemporaneidade, compreendendo que a definição do autor difere da concepção atual. Atualmente, o termo se refere particularmente à apropriação (muitas vezes ilegítima) do poder institucionalizado através da violência. Para Naudé, porém, a noção apresenta um campo de sentido muito mais amplo.
Momento fundamental na preservação de um Estado, o autor define os golpes de Estado como
(...) ações audazes e extraordinárias que os príncipes se vêem obrigados a executar no acometimento de empreitadas difíceis, beirando o desespero, contra o direito comum, e sem guardar qualquer ordem ou forma de justiça, colocando em risco o interesse de particulares pelo bem geral.

## Bibliotecário
Trabalhou para o Cardeal de Bagni e Cardeal Francesco Barberini em Roma, e depois para o Cardeal Richelieu e Cardeal Mazarino, criando uma biblioteca que foi a base para a atual Biblioteca Mazarino. Percorrendo a Europa durante dez anos, ajudou Mazarino comprando mais de 40 000 volumes entre os quais se encontra uma formidável coleção de manuscritos. Naudé é célebre por ter redigido o Advis pour dresser une bibliotèque, que é o primeiro manual de biblioteconomia francês e mundial. Nesta obra ele propôs uma série de inovações nas bibliotecas que teriam uma grande repercussão posterior:
1. Criação de um bibliotecário profissional. Segundo Naudé, deviam ser pessoas cultas com formação específica na elaboração de instrumentos bibliotecários de controle e ordenação de fundos a serviço da cultura e da ciência.
2. Assentamento das técnicas de descrição bibliográfica, tanto para catálogos como para repertórios bibliográficos, para fazer frente ao crescimento das coleções; a memória resulta numa estratégia insuficiente de controle.
3. Ordenação dos fundos por matérias.
4. Dar preferência ao conteúdo do livro e não a sua aparência exterior (ideia já proposta por Leibniz em sua fase profissional de bibliotecário).
5. Importância das instalações e da distribuição dos móveis: estantes afastadas das paredes, espaços iluminados por luz natural, os livros não mais estariam acorrentados etc...
6. Necessidade de dotar as bibliotecas de um pressuposto permanente para a compra de livros, para ter uma coleção com o maior número de obras e autores.
7. Abertura das bibliotecas ao público, estabelecendo horários de acesso, que seria a semente para o ressurgimento das bibliotecas públicas no século XIX.

## Propostas e Ideias
As ideias e propostas de Gabriel Naudé para a formação da biblioteca moderna encontram-se principalmente em duas obras: Advis pour dresser une bibliothèque (1627) e Bibliographia Politica (1633).
A obra Advis pour dresser une bibliothèque é um trabalho sobre bibliotecas que incluía a organização de catálogos e catalogação. O autor assinalava a importância dos catálogos como meios de encontrar livros e de identificá-los bibliograficamente. Um primeiro catálogo temático, em que se delineiam de maneira clara as várias matérias, e um segundo por autores, baseado na ordem alfabética. Relevantes nesse tratado são a insistência sobre a utilidade prática de uma biblioteca e sobre a necessidade de seu uso público. A organização e a catalogação, elementos imprescindíveis para toda biblioteca, são aqui colocados em sua tarefa de base, ou seja: a capacidade, racional e sintética ao mesmo tempo, de fornecer ao leitor o máximo de informação no menor tempo possível. Por fim, sugeriu também uma organização das estantes que permitisse expansão do acervo.
Assim, no Advis pour dresser une bibliothèque, o bibliotecário parisiense descreve a biblioteca como instrumento para o progresso e para a liberdade de pensamento. Advoga uma biblioteca universal, com a maior quantidade possível de obras para consagrá-la ao uso público. Numa época em que os livros eram amarrados a correntes para não serem roubados, porque eram raros, propôs que as bibliotecas fossem abertas ao público e este pudesse encontrar toda a informação que desejasse. Por este motivo aconselhou o uso de catálogos, com critérios universais, para que o leitor tivesse uma visão clara do que estava buscando ou encontrasse a informação aonde quer que esta estivesse disponível. As preocupações com o bem-estar dos usuários e com a preservação e organização dos livros, tinha por finalidade atrair o público para este local que agora serviria para a construção de um novo saber, um ambiente propício e agradável para o exame da razão crítica. Em tal local, o indivíduo seria levado a encontrar os meios para se libertar das crenças e ensinamentos falsos. Isso significou um rompimento com as atitudes e ideias da Idade Média, primeiro porque a preocupação agora seria a informação e não o documento, segundo, os homens seriam livres para ler o que desejassem e não somente as leituras autorizadas. Ao indicar homens galantes e educados para servirem como bibliotecários indicou uma nova maneira de pensar sobre este profissional.
Já a Bibliographia Política é uma obra centrada na proposta de reorganização de livros voltados para o tema da política. É um texto que alimenta a constituição de um gênero específico, o da bibliografia do campo da política que permite traçar caminhos de conhecimento. Através de títulos e de notas de caráter crítico e ilustrativo, o autor forneceu um guia para o estudo desse gênero de literatura. Naudé introduziu o termo “bibliografia” na língua culta com um sentido que, até então, não tinha: o de descrição e indicação de livros. Ele “constrói” as estantes de uma ideal biblioteca universal reservada à política, fornecendo uma ordem não neutral da matéria, mas selecionando, ordenando e organizando os materiais com base nos princípios que norteiam os pensamentos dos libertinos eruditos. Ele introduz o termo bibliografia no lugar do termo bibliotheca - termo latino até então adotado para designar seja uma bibliografia, compreendida como uma lista de livros, que uma biblioteca enquanto coleção física de livros.

## Elaboração de Norma para a Biblioteconomia
O Advis pour dresser une bibliothèque é o mais próximo da criação de uma norma. Apesar da vocação para a formação de uma biblioteca de caráter público, a obra cunhará, sobretudo, um discurso direcionado para a formação da biblioteca particular enfaticamente pensada como demarcador social; espaço de trabalho para o desenvolvimento e acesso ao conhecimento; e instrumento ideal para afirmação da herança cultural de seu proprietário. Essas frentes impuseram a formação e o desenvolvimento da biblioteca patrimonial - aquela edificada para ser transmitida de geração em geração, como símbolo da permanência, de herança, de cultura e das virtudes de uma família – como modelo que correspondia aos sistemas de valores e requisitos desejados pelos bibliófilos.
Os impactos de Advis pour dresser une bibliothèque são elementares para a Biblioteconomia, pois a obra “[...] fundamenta a base da Biblioteconomia moderna não só em termos da definição de normas técnicas e operacionais destinadas ao bom funcionamento da instituição, mas também da abordagem cultural para a sua formação”

## Obras
Dentre as obras de Gabriel Naudé podem ser citadas:
- Le Marfore, ou Discours contre les libelles (Paris: Louis Boulenger, 1620);
- Instruction à la France sur la vérité de l'histoire des Frères de la Roze-Croix (Paris: François Julliot, 1623);
- Apologie pour tous les grands personnages qui ont esté faussement soupçonnez de magie (Paris: François Targa, 1625; Haia: Adrian Vlac, 1653);
- Advis pour dresser une bibliothèque [primeira edição em 1627 (Paris: François Targa), com exemplar na Biblioteca Nacional do Brasil; nova edição em 1644 (Paris: Rolet le Duc), com exemplar na Biblioteca Nacional de Portugal];
- De antiquitate et dignitate scholae medicae parisiensis panegyris (Paris: Jean Moreau, 1628); exemplar na Biblioteca Joanina;
- Addition à l'histoire de Louis XI (Paris: François Targa, 1630);
- Syntagma de studio liberali (Urbino: Mazzantinum & Aloysium Ghisonum, 1632);
- Bibliographia politica (Veneza: Franciscum Baba, 1633);
- Syntagma de studio militari (Roma: Jacobi Facciotti, 1637);
- Considérations politiques sur les coups-d'État (Roma, 1639);
- ΠΕΝΤΑΣ [Pentas] quaestionum iatro-philologicarum (Genebra: Samuel Chouët, 1647).

Em 2016 a editora brasileira Briquet de Lemos editou a tradução da primeira edição (1627) de Advis pour dresser une bibliothèque, com o título Conselhos para formar uma biblioteca (ISBN 9788585637637) e em formato de livro digital, constituindo-se como a primeira tradução publicada desta obra para o português.